# Ferdinand Barmwater
Peter Heinrich Ferdinand Barmwater (10. februar 1867 i København – 30. november 1918 samme sted) var en dansk fysiker og docent ved Farmaceutisk Læreanstalt.
Ferdinand Barmwater blev student ved Borgerdydskolen i 1885. Derefter immatrikulerede han ved Københavns Universitet, hvor han i 1890 blev cand.mag. i fysik. I 1892 modtog han universitetets guldmedalje og i 1898 erhvervede han doktorgraden (dr. phil.) med disputatsen Om det osmotiske Tryks Natur. Efter ansættelser ved forskellige skoler i København blev han i 1900 udnævnt til docent ved Farmaceutisk Læreanstalt, hvor han virkede til sin død.
Ferdinand Barmwaters hovedindsats ligger på fysikundervisningens område. Han skrev således en række meget benyttede lærebøger i fysik og astronomi for gymnasiet samt lærebøger for seminarier og for farmaceutiske studerende. Han var medlem af det udvalg der udarbejdede læseplaner for gymnasiet efter den store reform med almenskoleloven af 1903.